# Batracomiomaquia
La Batracomiomaquia (Βατραχομυομαχία, del griego antiguo «βάτραχος» - «rana» -, «μῦς» - «ratón» - y «μάχη» -  «batalla») o la Batalla de los ratones y las ranas es una obra épica cómica, una parodia de la Ilíada, atribuida a Homero por los romanos, pero que según señala Plutarco sería una obra de Pigres de Halicarnaso, el hermano (o hijo) de Artemisia, reina de Caria y aliada de Jerjes. Sin embargo, algunos autores modernos la atribuyen a un poeta anónimo de la época de Alejandro Magno.
La palabra «batracomiomaquia» ha llegado a significar «disputa estúpida». La traducción alemana de la palabra, «Froschmäusekrieg», ha sido aplicada a disputas tales como la surgida entre la Escuela de Matemáticas y la de Sociología del Instituto de Estudios Avanzados de Princeton.

## Argumento
El ratón Hurtamigas se detiene a orillas de un estanque y conoce a la rana Hinchacarrillos, que es el rey de ese lugar. Hinchacarrillos invita a Hurtamigas a su palacio; pero, mientras van por el agua del estanque, una serpiente los toma por sorpresa y Hurtamigas se ahoga. Pensando que Hinchacarrillos lo ha ahogado adrede, Roepán, rey de los ratones y padre de Hurtamigas, declara la guerra a las ranas. 
Robaparte, campeón de los ratones, quiere exterminar a las ranas, pero Zeus envía un ejército de cangrejos y así salva a las ranas del exterminio.

## Contenido
El poema se compone de aproximadamente 300 hexámetros; el número varía según los versos que interpolen los estudiosos de la métrica. El proemio de la obra (versos 1-8) anuncia una guerra inmensa narrada en un lenguaje épico que contrasta con la insignificancia de los animales que lo protagonizan, lo que supone un toque cómico. Tiene influencia de la fábula esópica El ratón y la rana.
El príncipe de los ratones, Hurtamigas, sacia su sed en un estanque, y entonces el rey de las ranas, Hinchacarrillos, le pregunta por su origen y por su sexo (13-23). Hay una similitud entre estas ranas y las criaturas de la obra homérica (24-55).
Hinchacarrillos invita a Hurtamigas a visitar su reino (56-81). Montado ya el ratón en el lomo de la rana, que lo lleva nadando por el estanque, aparece una serpiente de agua, y el rey de las ranas se asusta y se sumerge en el agua, y deja abandonado a Hurtamigas, que hace votos de venganza y se ahoga (82-99). 
En una asamblea, los ratones deciden vengarse de las ranas con una campaña militar mandada por el rey Roepán, padre de Hurtamigas, y se equipan para ello (108-131). En un concilio, Hinchacarrillos decide poner a las ranas en armas (132-167). Los ratones envían un heraldo a las ranas para declararles la guerra. Zeus convoca a los dioses: entre todos se pretende que la guerra tenga una culminación neutral (168-201). Así, Zeus abre el campo de batalla.
Tras muchos esfuerzos diversos, la batalla parece estar inclinada al éxito de los ratones gracias al «gran rendimiento» (Aristie) del ratón Robaparte, lo que fuerza a huir a las ranas (260-269). Zeus prevé en ese momento la destrucción de las ranas, y pide a los dioses que intervengan. Así lo hacen bajo el consejo del dios Ares, pero su fuerza no es suficiente para poner fin a la refriega (270-284). Ares propone a Zeus que lance su terrible rayo, y eso hace Zeus, pero, a pesar de que 

despidió un trueno, que hizo estremecer el vasto Olimpo, y en seguida lanzó el rayo —temible arma de Zeus— que voló, serpeando, de la soberana mano. Su caída a todos les causó pavor, así a las ranas como a los ratones

[...] de pronto
Un trueno en la alta bóveda sonando
Con estampido horrible,
Crujió el Olimpo con fragor violento,
Y Júpiter movió su arma terrible,
Vibrándola del alto firmamento.
Al uno y otro campo
Puso el rayo pavor [...]
Traducción de Jenaro Alenda

no se puede detener a los atacantes (285-292). Al final, Zeus envía un ejército de cangrejos, cuya ayuda tiene éxito, pues hace huir despavoridos a los ratones (293-303). 

Temiéronles los tímidos ratones y, cesando en su resistencia, se dieron a la fuga. Y al ponerse el sol, terminó aquella batalla que había durado un solo día.

El desigual, insólito combate
Sostener los ratones no pudieron;
Y desbandados y en tropel huyeron
A esconderse en la tierra,
Cuando el sol en los mares se escondía,
Y feneció la guerra,
Después de haber durado todo un día.
Trad. de Jenaro Alenda